# Chōjun Miyagi
Chōjun Miyagi (Naha, Okinawa, 25 d'abril de 1888 - 8 d'octubre de 1953) va ser un karateka, creador de l'estil de karate goju ryu.

## Gojo ryu
El 1921 va ser elegit per representar el Naha-te en una presentació davant el príncep del tron del crisantem Hirohito, deixant impressionats als visitants japonesos. Intuint el futur de les arts d'Okinawa, organitza el 1926 el "Club d'Investigació sobre el Karate", convocant als mestres: Chomo Hanashiro (Shuri-Te / Shorin Ryu), Kenwa Mabuni (Shito-Ryu) i Choyu Motobu, amb els quals treballa durant tres anys a perfeccionar els aspectes bàsics, katas, entrenament físic i filosofia de la seva karate. El 1929 és convidat al Japó, a una convenció de totes les arts marcials japoneses. En aquesta ocasió és quan es va donar el nom formal a l'estil: Goju Ryu.
Go significa "dur", i ju significa "suau". Atès que l'estil era una combinació d'aquests conceptes va rebre el nom de "Goju Ryu". El 1933 va ser registrat oficialment amb aquest nom a la Dai Nihon Butokukai (Associació Japonesa d'Arts Marcials), i el karate goju és reconegut des de llavors oficialment com un art marcial japonès. Al mateix temps, Miyagi rep el títol honorífic de Kyoshi. Aquest mateix any presenta un article titulat "Fonaments del Karate-Do". A l'any següent, Miyagi és nomenat director de la secció d'Okinawa de la Butoku-Kai. El 1936 tornà a la Xina per continuar els seus estudis, aquesta vegada a Xangai. Al seu retorn crea els katas Gekisai Dai Ichi i Gekisai Dai Ni, en associació amb el mestre Shoshin Nagamine l'estil shorin ryu, per tal de preservar i caracteritzar els estils de karate d'Okinawa, dels estils japonesos, per ser ensenyats en les escoles primàries de l'illa.

## Segona Guerra Mundial
Després de la Segona Guerra Mundial, l'ocupació d'Okinawa per les forces aliades va ser un període turbulent en l'art del karate. Entre els morts s'incloïa un dels fills de Miyagi, i la seva estudiant més avançat, Jinan Shinzato. Hi va haver un període en què es va oblidar l'entrenament, mentre es reconstruïa el país després de la guerra. El 1946, Miyagi és nomenat director de l'Associació Civil d'Okinawa d'Educació Física, i reprèn la pràctica de les arts marcials, ensenyant a l'Acadèmia de Policia i en un Dojo particular, conegut com "El Jardí", pel fet que era el mateix jardí de casa seva.